# Lactarius pinicola
Lactarius pinicola é um fungo que pertence ao gênero de cogumelos Lactarius na ordem Russulales. Foi descrito cientificamente por Schaefer em 1970.